# François-Alfred Delobbe

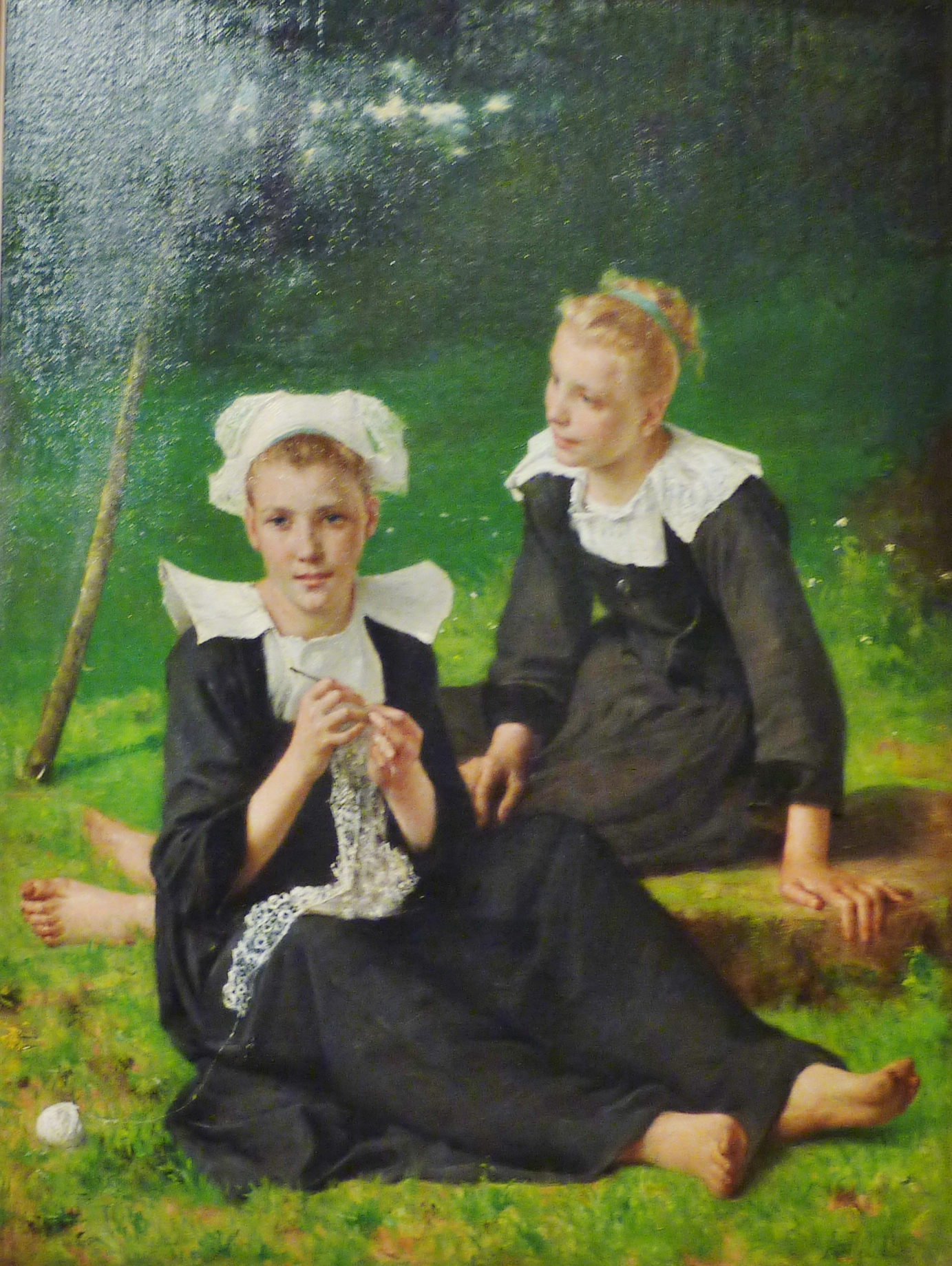
Jeunes Dentellières de Beuzec-Conq (vers 1905), musée départemental breton de Quimper.

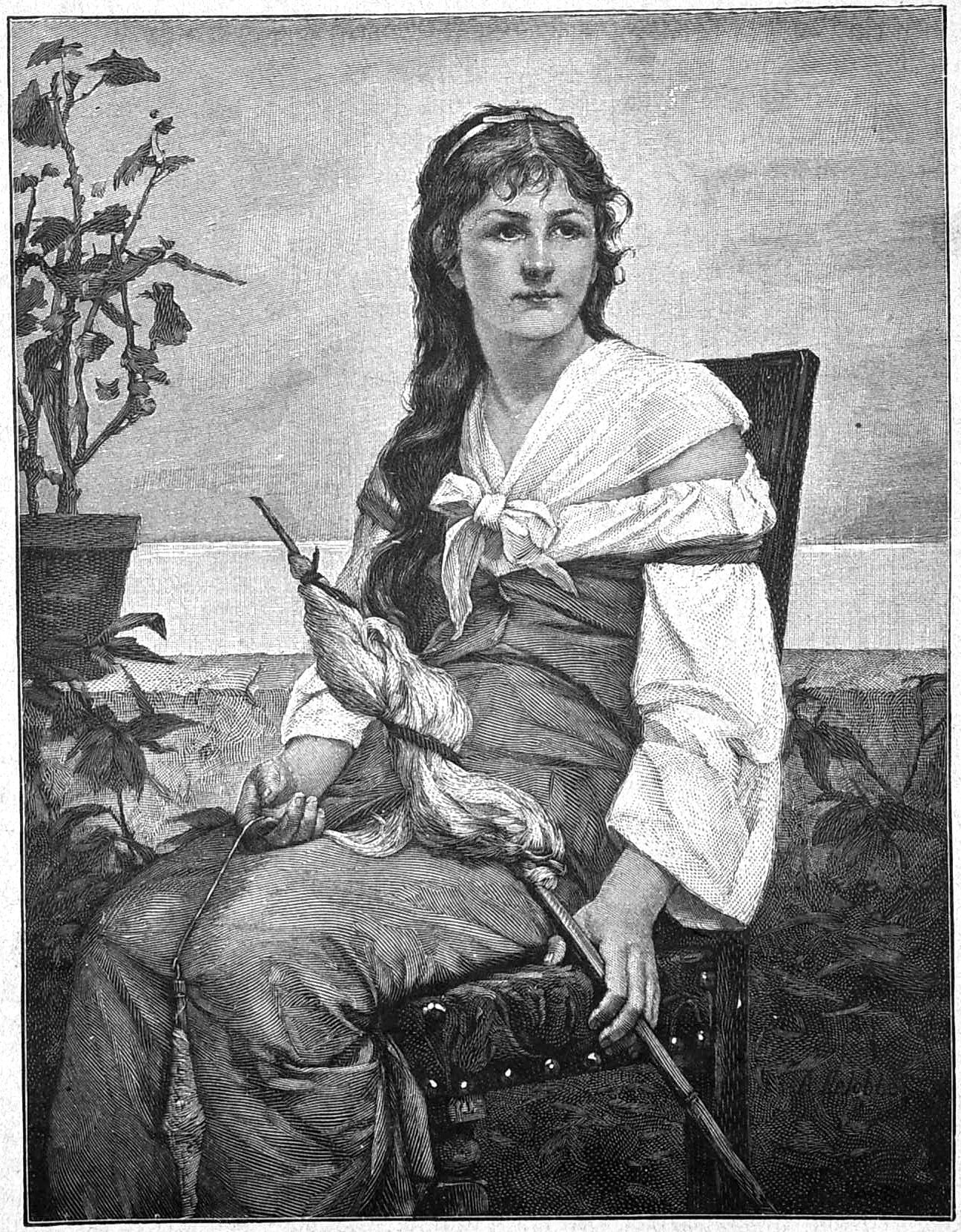
La Vie au foyer (1891), gravure d'après l'œuvre de François-Alfred Delobbe.

François-Alfred Delobbe, né le 12 octobre 1835 à Paris et mort à Paris 14e le 10 février 1915, est un peintre naturaliste français.

## Biographie
Élève d'Abel-François Lucas, de Thomas Couture et de William Bouguereau à l'École des beaux-arts de Paris, puis des cours de l'École impériale de dessin, il débute au Salon des artistes français de 1861 avec un portrait de sa mère qui attire l'attention. C'est un peintre de genre, de portraits et de paysages. Il reçoit de nombreuses distinctions et prix (une médaille en 1874 pour son tableau "Musique Champêtre" et en 1875 pour "Pyrame et Thisbée", ainsi que des commandes officielles, comme la décoration de la mairie du XVe siècle arrondissement de Paris.
De 1875 jusqu'à sa mort, il séjourne régulièrement à Concarneau où il se lie d'amitié avec le peintre Alfred Guillou, dans la maison duquel il habite parfois (il peint d'ailleurs un Portrait de Mélanie Guillou, la sœur de son hôte), mais il descend aussi à l'Hôtel de France près de la gare de Concarneau. Il peint simplement sous une lumière douce et blonde des scènes de genre, des paysages inspirés par cette région bretonne, des portraits d'enfants ou de jeunes femmes, des scènes souvent paysannes. François-Alfred Delobbe peint des esquisses en plein air pendant le printemps et l'été et achève ses tableaux l'hiver dans son atelier parisien. Plusieurs de ses modèles préférés habitaient Concarneau et sa région (Beuzec-Conq, Lanriec).

## Œuvres dans les collections publiques
- Portrait à mi-corps de Sa Majesté l'Empereur, musée de Clermont
- Portrait à mi-corps de Sa Majesté l'Impératrice, musée de Clermont
- N'Fissa, femme d'Alger, 1872, musée des beaux-arts de Dijon
- Le Joueur de flûte champêtre 1874, musée des beaux-arts de Carcassonne; Médaillé au salon de 1874
- Pyrame et Thisbée 1875, musée de Bernay
- Baptême à Venise, musée de Brême
- La grande sœur, souvenir de Bretagne (vers 1879), musée des civilisations de l'Europe et de la Méditerranée, Paris
- À la source, souvenir de Pont-Aven, musée de Quimper
- Deux filles de l'Océan (vers 1885), musée de Wroclaw
- Jeune fille assise près d'un berceau, dessin, musée du Louvre[5]
- Paysannes à la fontaine, musée des civilisations de l'Europe et de la Méditerranée, Paris[6]
- Musique champêtre, musée de Carcassonne
- Repos des faucheurs, Walker Art Gallery, Liverpool
- En hiver, musée d'Annecy
- Jeunes dentellières de Beuzec-Conq (vers 1905), musée départemental breton de Quimper
- Soir d'été (vers 1910), musée des beaux-arts de Beaune
- Ruines de l'abbaye de Valmont, musée des beaux-arts de Rouen

Œuvres de François-Alfred Delobbe
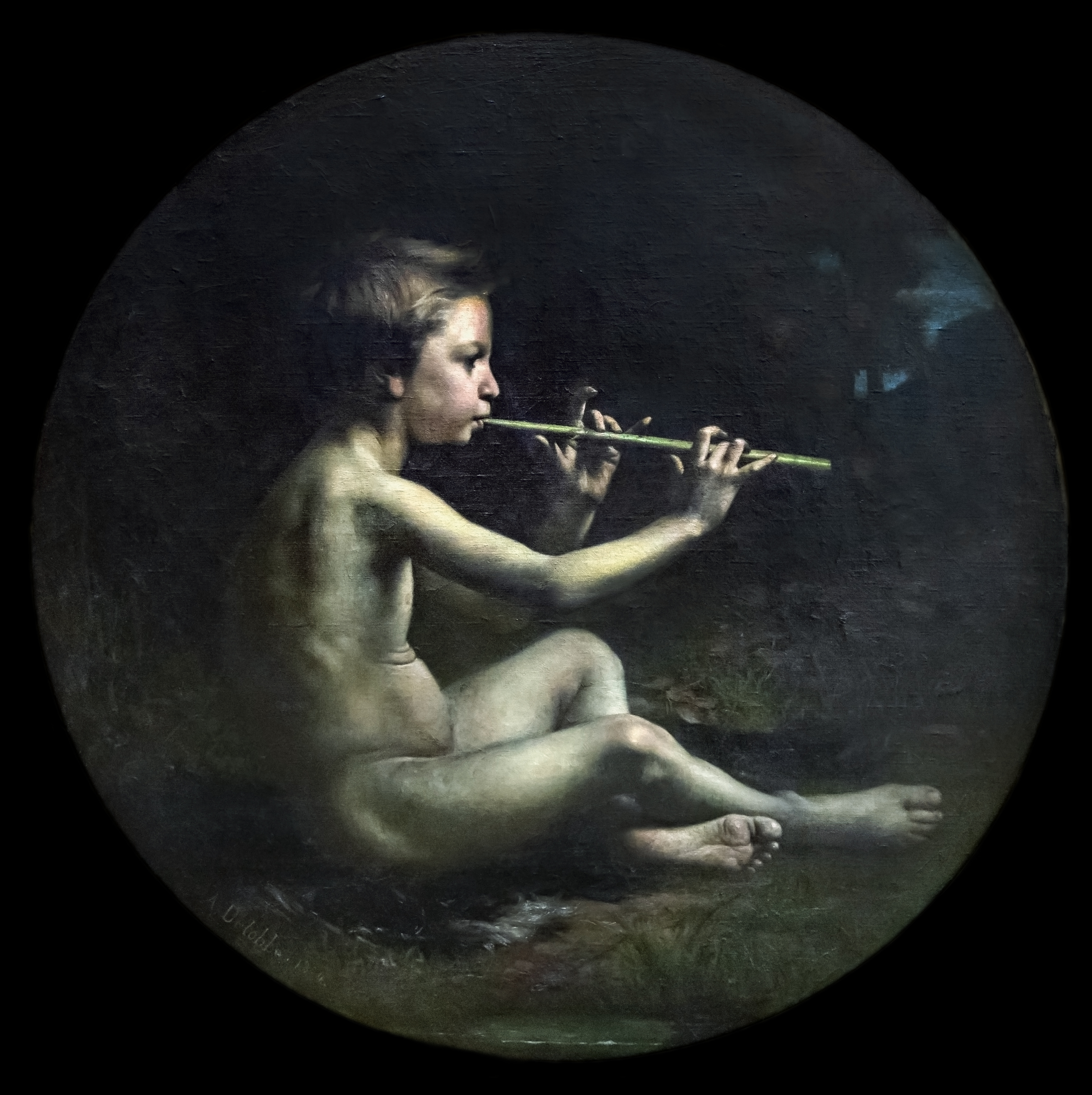
Le Joueur de flûte champêtre Médaillé au salon de 1874
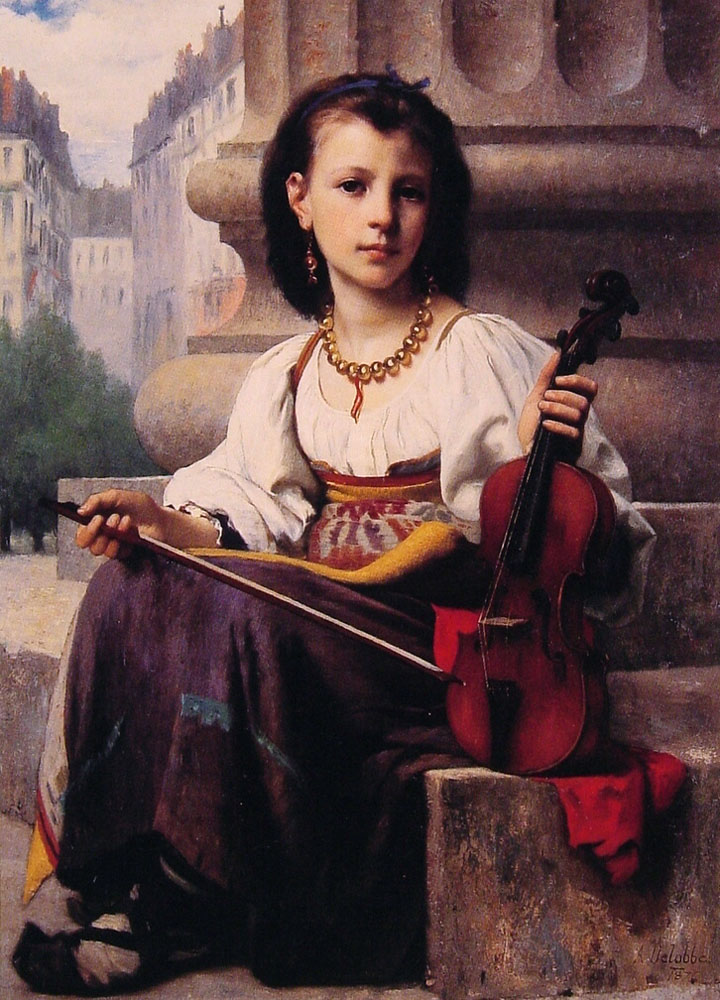
La Jeune musicienne (1876)[réf. nécessaire]
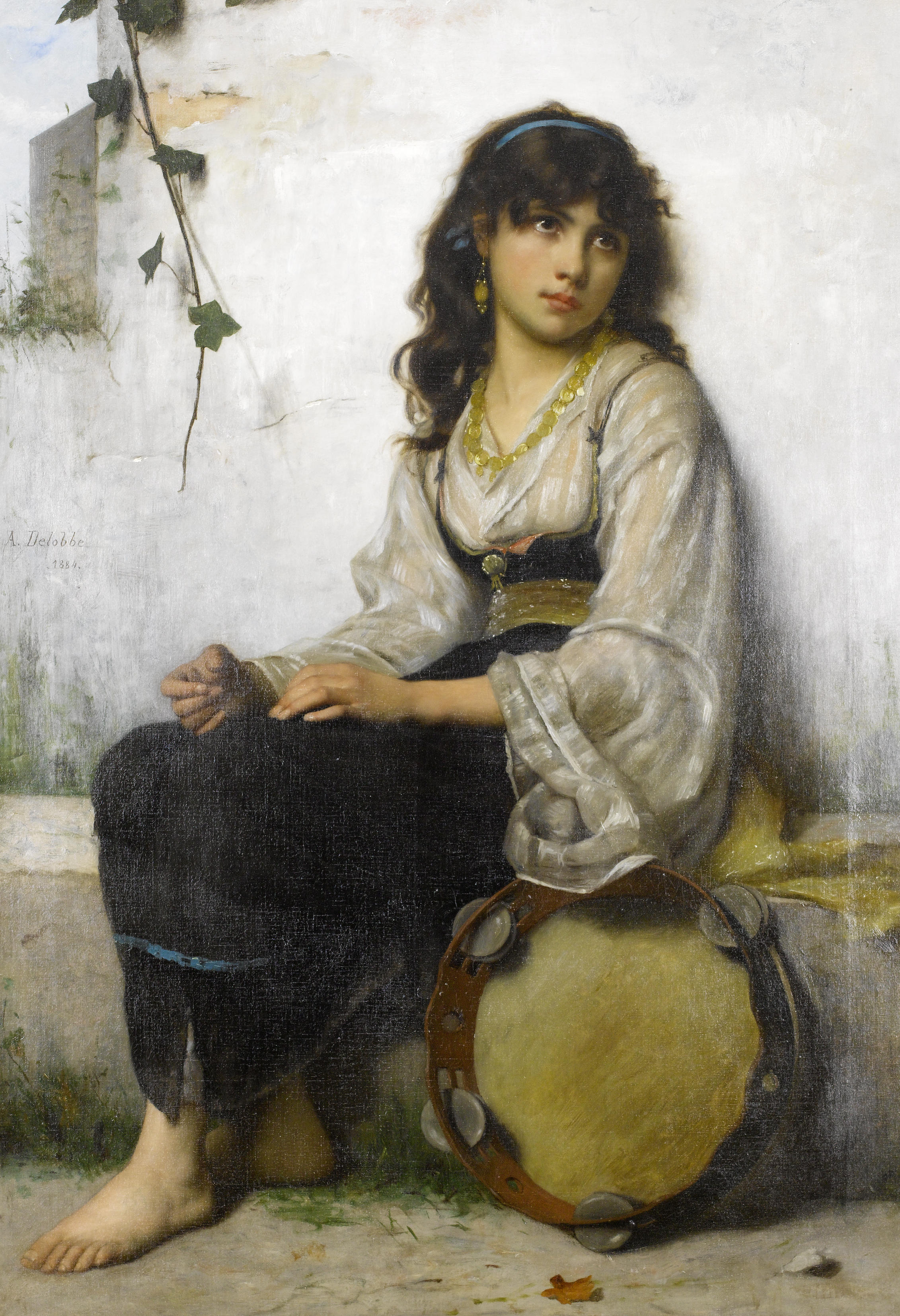
La Petite tambourine (1884)[réf. nécessaire]
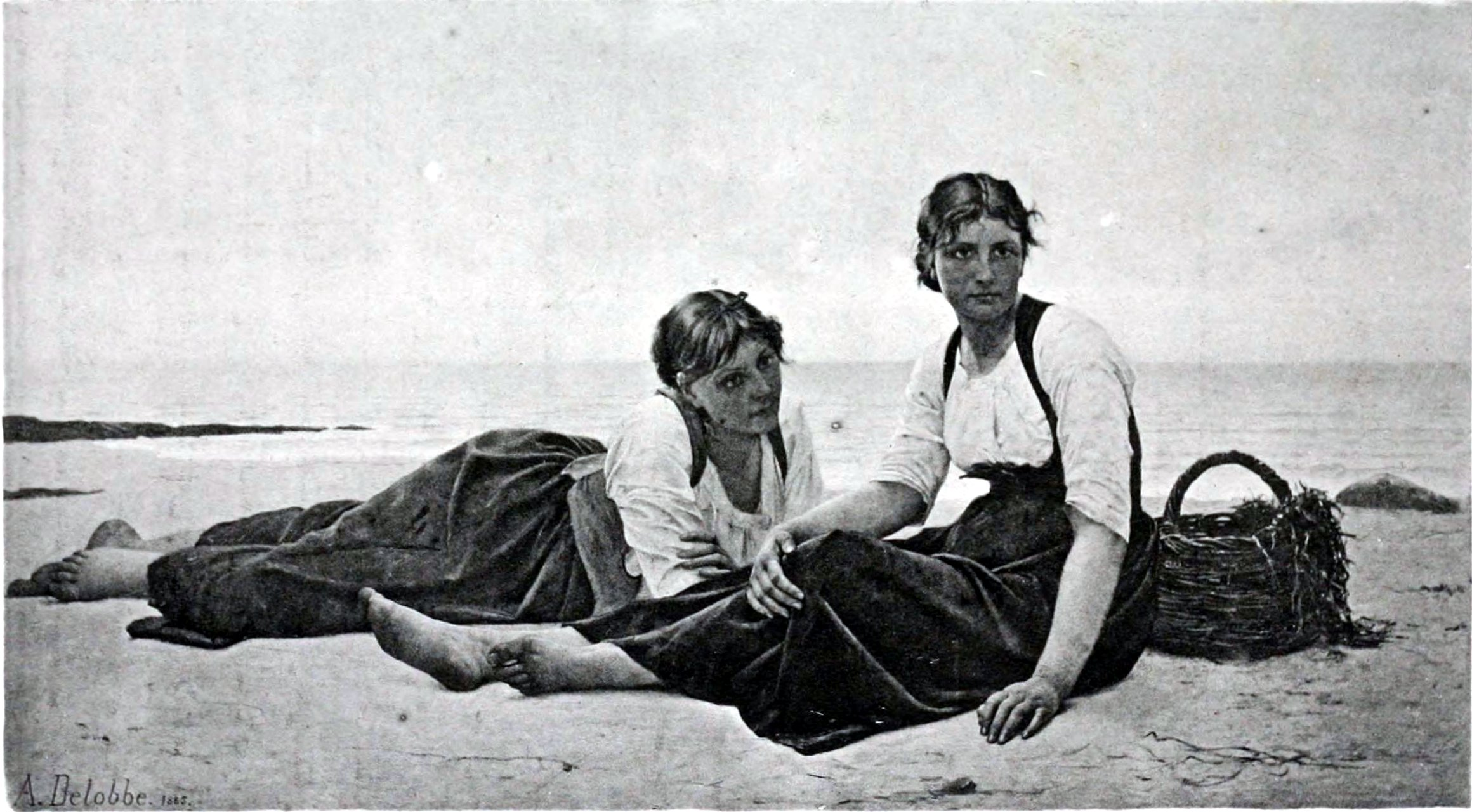
François-Alfred Delobbe : Deux Filles de l'Océan (Salon de 1881)
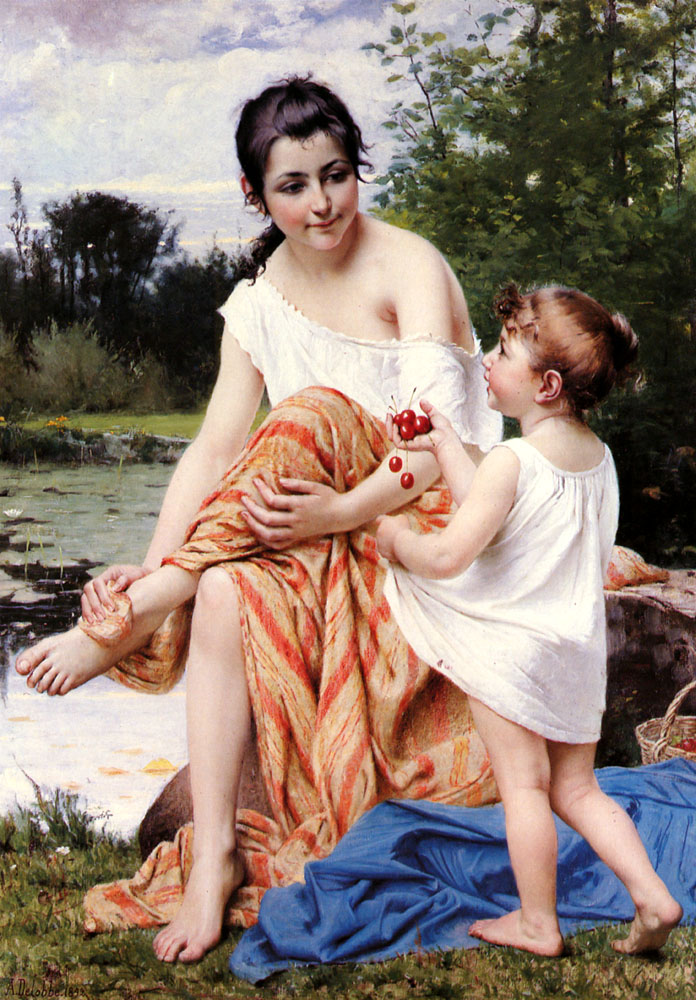
Le goûter après le bain (Salon de 1892)